# Viridiaan
Viridiaan of vert émeraude is een relatief donker, koel blauw-groen schilderspigment. De tint ligt dichter bij groen dan cyaanblauw en is eigenlijk de donkerdere variant van lentegroen, de kleur tussen groen en cyaan op de kleurencirkel.

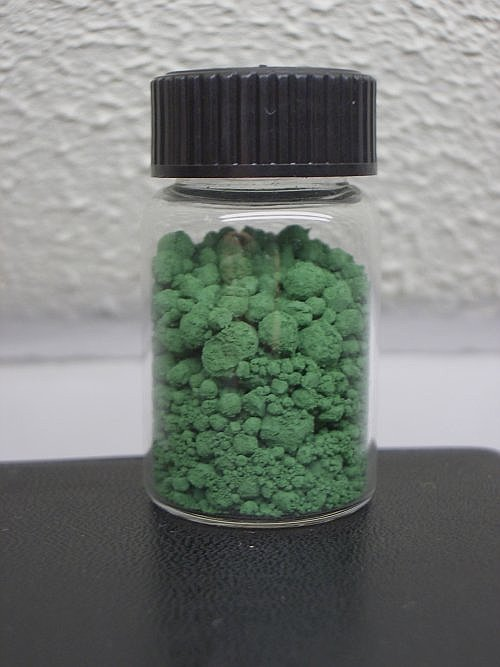
Het pigment in poedervorm

Het hoofdbestanddeel is chroom(III)oxide dihydraat. De chemische formule is 2Cr2O3 · H2O o CrO3 · 2H2O.

## Geschiedenis
Nicolas-Louis Vauquelin ontdekte in 1797/1798 het element chroom. Chroomoxide was daarmee al bekend maar had een weinig verzadigde tint. Wel was er het besef dat de tint veel feller zou kunnen worden gemaakt door hydratering. Daarom werd het element ook vernoemd naar het Griekse chromè, "kleur". Vauquelin zelf rapporteerde in 1798 dat een prachtige smaragdgroene kleur verkregen kon worden door calcinering met natriumtetraboraat, zeer bruikbaar voor email. Alleen de zeldzaamheid van de chroomhoudende mineralen zag hij als een bezwaar. 

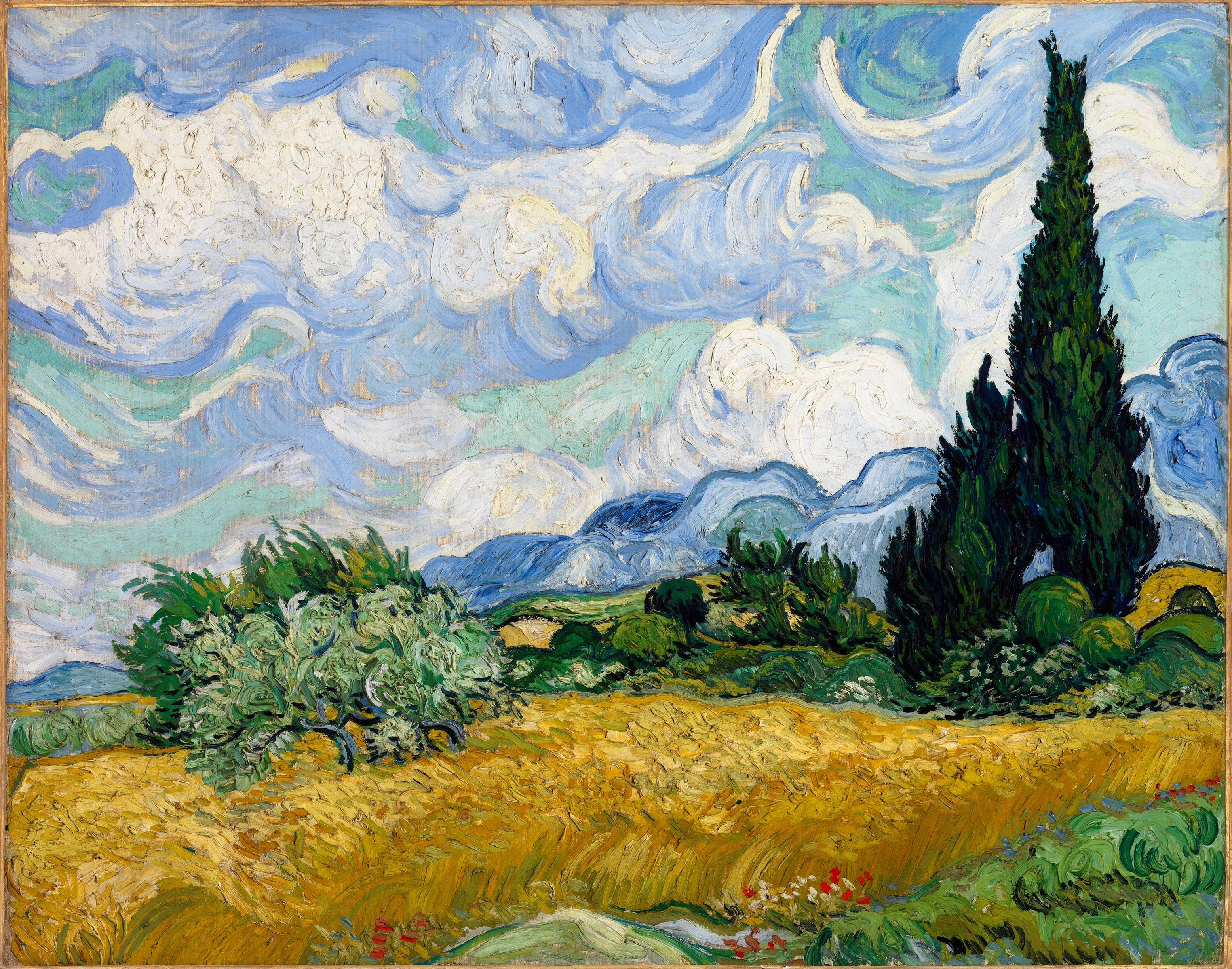
Van Gogh paste vert émeraude toe in zijn Korenveld met cipressen maar mengde er ook groen uit ultramarijn

Rond 1838 waren volgens de meeste bronnen Pannetier en zijn assistant Binet, verfmakers te Parijs, de eersten die het gehydrateerde pigment aanmaakten, volgens een geheim recept. Het schijnt echter aangetroffen te zijn op een schilderij van William Turner, Somer Hill, dat uit 1812 dateert, hoewel er een verwarring kan zijn met niet gehydrateerd chroomoxidegroen. George Field bracht in 1815 in zijn Practical Journal een kleurstaal van het pigment aan, stellend dat hij het zelf aangemaakt had. In 1831 vermeldde Vergnaud twee bereidingsmethoden, aangevend dat ze te veel kostten om commercieel toe te passen. Pannetier was in feite een amateurchemicus die al rond 1825 allerlei experimenten met pigmenten uitvoerde. Hij hield zijn methoden, die hij zelf niet zo speciaal vond, niet geheim maar zijn vondsten trokken nauwelijks aandacht zodat er niet over gepubliceerd werd. Hij deed de recepten over aan zijn kennis, de pottenbakker Binet. Binet verkocht het pigment in ieder geval na 1838 en ging daarmee door toen Pannetier overleden was. In het begin was het extreem duur. In 1855 meldde Lefort dat de prijs onder Binet zes franc per dertig gram was, en in zijn tijd 140 franc per kilo, honderdmaal zo duur als chroomoxide, op zich al niet goedkoop. Desalniettemin werd het al in 1849 door het Britse Winsor & Newton in hun catalogus vermeld; ze verkochten het vermoedelijk door. 

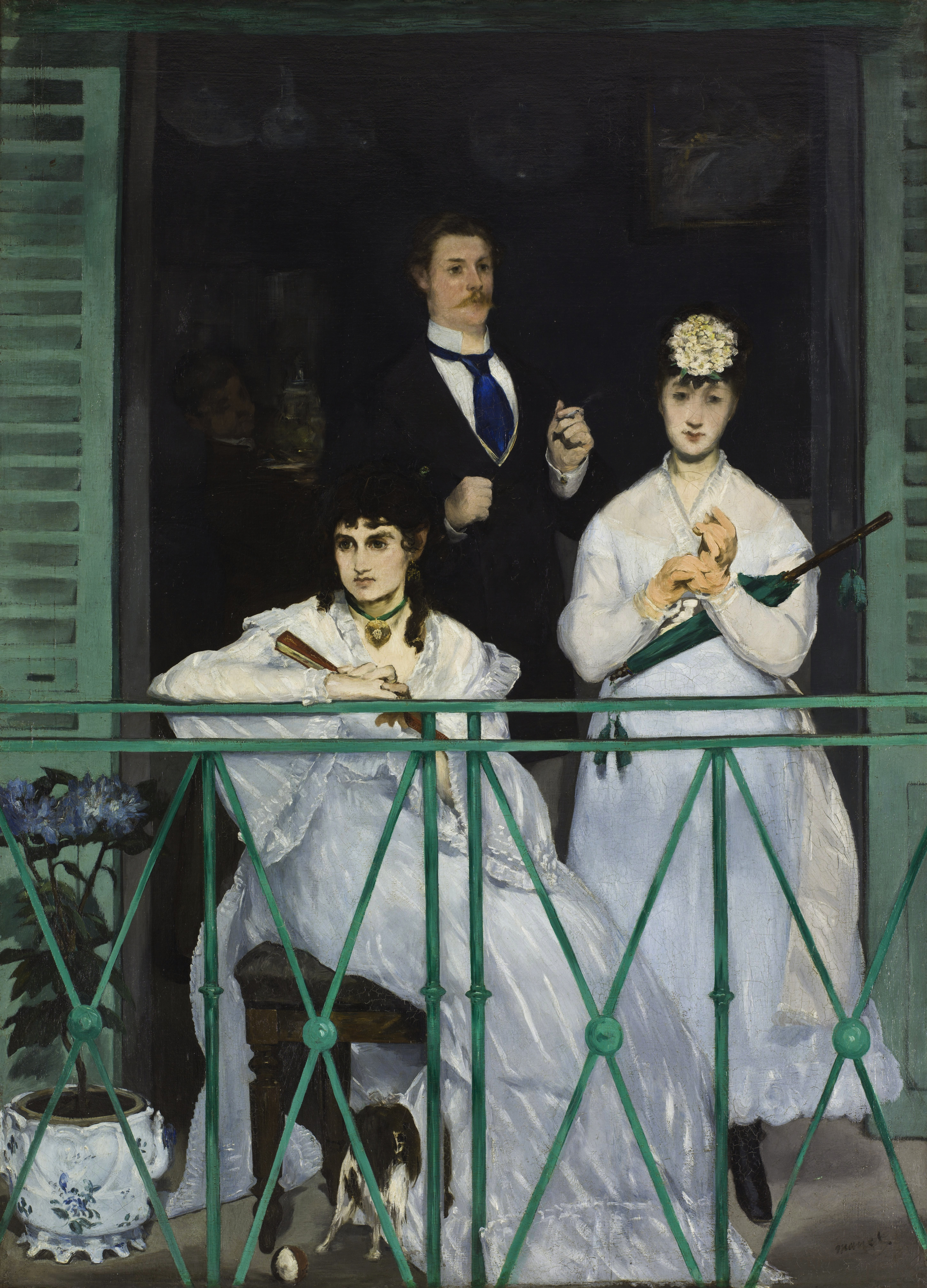
Vert émeraude is dominant in Édouard Manets Le balcon. Toenmalige critici vonden het "agresieve groen" van slechte smaak getuigen.

Na 1855 introduceerde Charles-Ernest Guignet een goedkopere bereidingsmethode, de prijs twee orden van grootte drukkend. Guignet bereidde het in twee stappen. Eerst werden acht delen boorzuur met drie delen kaliumdichromaat vermengd tot 610 °C verhit door calcinering. De poreuze massa die zo gevormd werd, liet hij langere tijd staan in koud water zodat het gehydrateerd werd. Daarna werd het gemalen, gewassen in heet water om een teveel aan zouten te verwijderen en uiteindelijk gedroogd. In 1859 verkregen Casthelaz en Leune een patent op deze methode en brachten het op de markt als vert impérial, in het begin voor de druktechniek. Het is lange tijd gebruikt bij het drukken van bankbiljetten omdat de opvallende kristalvorm als echtheidskenmerk kon dienen. Andere fabrikanten volgden snel. In 1862 werd het als kunstschilderverf op de markt gebracht. De oudste werken waarin vert émeraude is aangetoond, dateren uit 1863. Het meestal Vert de Guignet genoemde pigment werd daarop zeer populair bij de impressionisten. Het is onder andere aangetroffen in schilderijen van Vincent van Gogh. Het traditionele groenspaan was vaak niet stabiel en op arsenicum gebaseerde nieuwere pigmenten zoals Veronesegroen waren weliswaar zeer verzadigd maar ook zwaar giftig. Desalniettemin werd Veronesegroen tot 1890 even vaak gebruikt als vert émeraude omdat het tweemaal tot driemaal goedkoper was. Kunstenaars mengden vert émeraude met duur aureoline om fraaie geelgroene tinten te verkrijgen. Fabrikanten mengden het met goedkoop zinkgeel en brachten het op de markt als "permanentgroen". Een imitatie was "chromaatgroen", een mengsel van chromaatgeel en Pruisisch blauw; het was viermaal goedkoper.

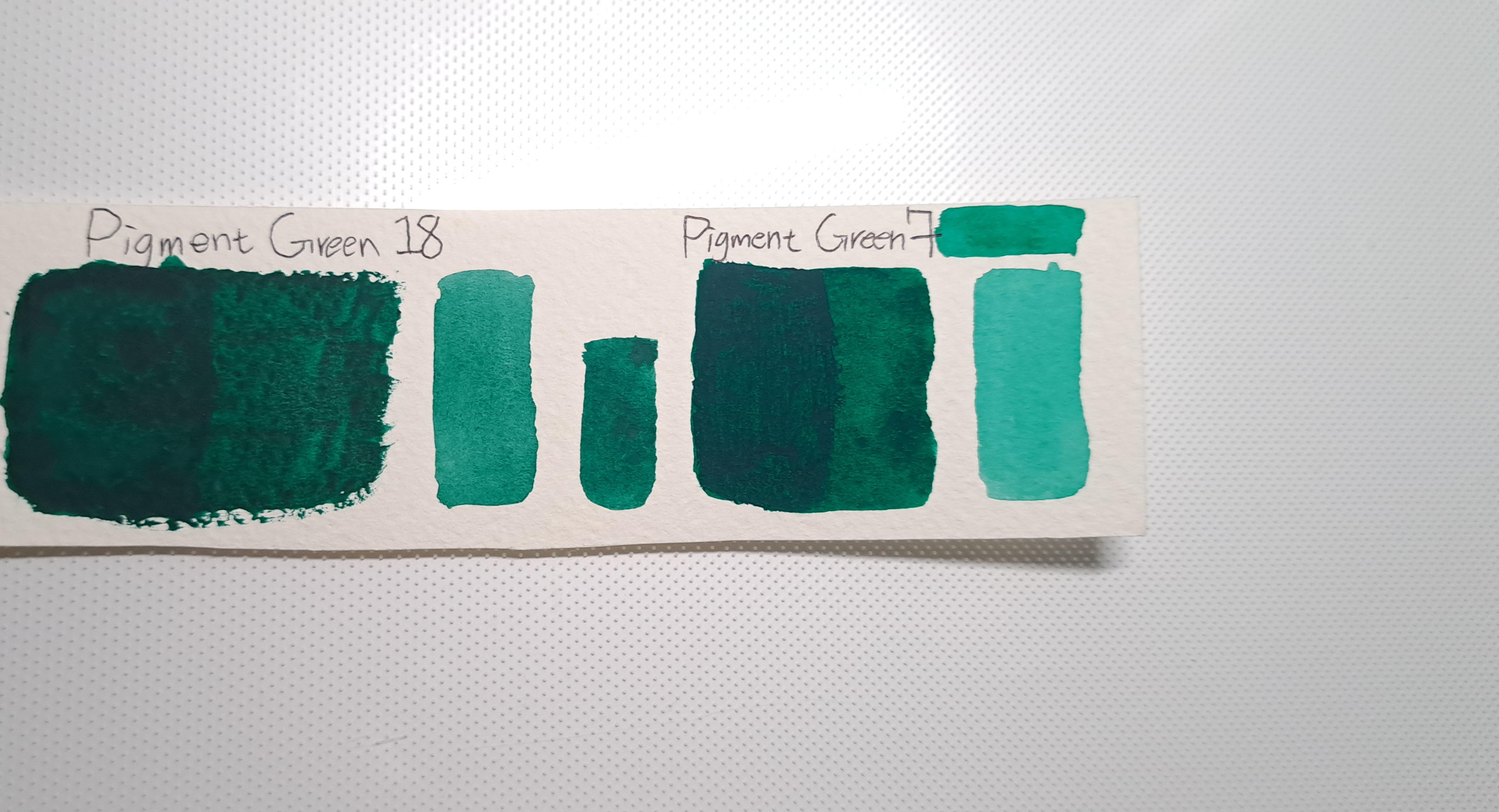
Stalen in gouache vergeleken tussen vert émeraude (links) en ftalogroen

Tegen 1900 was viridian zoals de Britten het noemden het dominante groene pigment geworden in de schildertechniek. In Engeland was het geïntroduceerd door de aquarellist Aaron Penley. De Fransen noemden het vert émeraude, wat in Nederland de gebruikelijke naam zou worden. Verwarrend is dat dit "smaragdgroen" betekent en het Engelse emerald green juist Veronesegroen aanduidt. Viridiaan ontleent haar naam aan het Latijnse woord viridis, dat 'groen' betekent. In het Duits wordt het Chromoxidgrün feurig genoemd ter onderscheid met het normale Chromoxidgrün.
In de laatste  helft van de twintigste eeuw kreeg vert émeraude concurrentie van ftalogroen dat nog kleurkrachtiger is en goedkoper zodat het veel meer industriële toepassing vindt. Vert émeraude is tegenwoordig ongeveer tweemaal tot driemaal duurder dan chromoxidegroen.

## Eigenschappen
Vert émeraude heeft een grote kleurkracht. De tint heeft een reflectiepiek op 510 nanometer. Het is een verzadigd groen dat iets naar cyaan zweemt. Het is niet oplosbaar in water en mede daarom niet bijzonder giftig, ondanks de chroomcomponent. Het is geschikt voor cosmetica maar het inademen van het pigment in stofvorm is niet ongevaarlijk. Het is een glacerend pigment. In dikke lagen olieverf lijkt het daarom bijna zwart. Het versnelt de droogtijd van olieverf, vooral bij lijnolie zodat sommige kunstenaars het met walnotenolie aanmaakten om de droogtijd te verlengen. Het absorbeert vijfenvijftig gram olie op honderd gram pigment. Het is daarnaast op zich goed bruikbaar in waterverf maar het mengen met het bindmiddel arabische gom doet de verfmassa klonteren zodat een zeer pasteuze substantie ontstaat die zich lastig in tuben laat persen. Bij het aanbrengen van waterverf doet zich flocculatie voor wat vroeger als problematisch gezien werd maar tegenwoordig juist een gewild effect geworden is. Dit wordt veroorzaakt door de relatief grote pigmentkristallen. Met acrylverf is het om dezelfde reden niet goed verenigbaar: de verffilm wordt bros bij droging. Bij olieverf wordt vaak bariumsulfaat toegevoegd voor een betere smedigheid en het voorkomen van schifting van het pigment. Het is bijna perfect lichtecht. Het is ongevoelig voor luchtvervuiling. Sterke verhitting, tussen 250 en 500 °C, verandert het in een doffer chromoxidegroen. Het is niet geschikt voor aardewerkglazuur. Het is alkali- en zuurbestendig. Het reageert niet met andere pigmenten. In de Colour Index is het het Pigment Green 18.